# باباخانلی (جلیل‌آباد)
باباخانلی (به ترکی آذربایجانی: Babaxanlı) یک منطقه مسکونی در جمهوری آذربایجان است که در شهرستان جلیل‌آباد واقع شده است. باباخانلی ۷۳۷ نفر جمعیت دارد.